# Taquaritinga (ort)
Taquaritinga är en ort i Brasilien.   Den ligger i kommunen Taquaritinga och delstaten São Paulo, i den sydöstra delen av landet, 600 km söder om huvudstaden Brasília. Taquaritinga ligger 573 meter över havet och antalet invånare är 50 098.
Terrängen runt Taquaritinga är platt. Taquaritinga är det största samhället i trakten.
Trakten runt Taquaritinga består till största delen av jordbruksmark. Runt Taquaritinga är det ganska tätbefolkat, med 120 invånare per kvadratkilometer.